# Stazione meteorologica di Candela
La stazione meteorologica di Candela è la stazione meteorologica di riferimento per il Servizio Meteorologico dell'Aeronautica Militare e per l'Organizzazione Meteorologica Mondiale relativa alla località di Candela.

## Caratteristiche
La stazione meteorologica si trova nell'Italia meridionale, in Puglia, in provincia di Foggia, nel comune di Candela, a 521 metri s.l.m. e alle coordinate geografiche 41°06′N 15°30′E.

## Dati climatologici 1951-1980
In base alla media del periodo 1951-1980, effettivamente elaborata tra il 1952 e il 1975 e non dissimile a quella del trentennio di riferimento climatico 1961-1990, la temperatura media del mese più freddo, gennaio, si attesta a +5,6 °C; quella del mese più caldo, agosto, è di +23,6 °C.
Le precipitazioni medie annue fanno registrare il valore di 419 mm, con marcato minimo in estate ma comunque modeste in ogni stagione.
| Candela (1951-1980) | Mesi | Mesi | Mesi | Mesi | Mesi | Mesi | Mesi | Mesi | Mesi | Mesi | Mesi | Mesi | Stagioni | Stagioni | Stagioni | Stagioni | Anno |
| Candela (1951-1980) | Gen  | Feb  | Mar  | Apr  | Mag  | Giu  | Lug  | Ago  | Set  | Ott  | Nov  | Dic  | Inv      | Pri      | Est      | Aut      | Anno |
| ------------------- | ---- | ---- | ---- | ---- | ---- | ---- | ---- | ---- | ---- | ---- | ---- | ---- | -------- | -------- | -------- | -------- | ---- |
| T. max. media (°C)  | 7,9  | 8,7  | 11,0 | 15,2 | 20,1 | 25,0 | 28,0 | 28,3 | 23,7 | 17,8 | 13,4 | 9,4  | 8,7      | 15,4     | 27,1     | 18,3     | 17,4 |
| T. min. media (°C)  | 3,2  | 3,2  | 4,7  | 7,6  | 11,7 | 15,6 | 18,2 | 18,8 | 15,8 | 11,4 | 7,9  | 4,7  | 3,7      | 8,0      | 17,5     | 11,7     | 10,2 |
| Precipitazioni (mm) | 36   | 35   | 32   | 41   | 30   | 29   | 21   | 20   | 41   | 43   | 47   | 44   | 115      | 103      | 70       | 131      | 419  |